# Eoin Colfer
Œuvres principales
- Artemis Fowl

Eoin Colfer (/ˈoʊ.ɪn/), né le 14 mai 1965 à Wexford, en Irlande, est un écrivain irlandais.

## Biographie
Enseignant comme l'étaient ses parents, Eoin Colfer vit avec sa femme Jackie et son fils dans sa ville natale, où sont également installés son père, sa mère et ses quatre frères.
Grand voyageur, il a travaillé en Arabie saoudite, en Tunisie et en Italie avant de revenir en Irlande.
Eoin Colfer publie plusieurs livres pour les moins de 10 ans. Puis, grâce à Artemis Fowl, il devient un écrivain majeur de la littérature pour la jeunesse.
En septembre 2008, il est sélectionné par Penguin Books pour écrire le sixième tome du Guide du voyageur galactique, la série créée par Douglas Adams.
Il est sélectionné pour le prestigieux prix international, le Prix Hans-Christian-Andersen, dans la catégorie Auteur, en 2010, 2012 et 2014.
Il est nommé « Ireland's children's laureate » en 2015.
Il a vendu plus de vingt millions de livres dans le monde, jusqu'en 2023.
Il habite à Wexford.

## Œuvres

### SérieBenny Shaw
1. (en) Benny and Omar, 1998
2. (en) Benny and Babe, 2000

### SérieEd Cooper
1. (en) Going Potty, 1999
2. (en) Ed's Funny Feet, 2000
3. (en) Ed's Bed, 2001

### UniversArtemis Fowl

#### SérieArtemis Fowl
1. Artemis Fowl, Gallimard Jeunesse, 2001 ((en) Artemis Fowl, 2001)
2. Mission polaire, Gallimard Jeunesse, 2002 ((en) The Arctic Incident, 2002)
3. Code éternité, Gallimard Jeunesse, 2003 ((en) The Eternity Code, 2003)
4. Opération Opale, Gallimard Jeunesse, 2006 ((en) The Opal Deception, 2005)
5. Colonie perdue, Gallimard Jeunesse, 2007 ((en) The Lost Colony, 2006)
6. Le Paradoxe du temps, Gallimard Jeunesse, 2009 ((en) The Time Paradox, 2008)
7. Le Complexe d'Atlantis, Gallimard Jeunesse, 2011 ((en) The Atlantis Complex, 2010)
8. Le Dernier Gardien, Gallimard Jeunesse, 2013 ((en) The Last Guardian, 2012)

H.S Le Dossier Artemis Fowl, Gallimard Jeunesse, 2006 ((en) The Artemis Fowl Files, 2004)

#### SérieLes Jumeaux Fowl
1. Le génie du crime reste dans la famille, Gallimard Jeunesse, 2020 ((en) The Fowl Twins, 2019)
2. Leurs ennemis vont le regretter, Gallimard Jeunesse, 2022 ((en) Deny All Charges, 2020)
3. Rien ne les arrêtera, Gallimard Jeunesse, 2023 ((en) Get What They Deserve, 2021)

### SérieWill, Marty et compagnie
La série est rééditée à partir de 2016 sous le titre Will et ses frères et le second tome sous le titre La Vengeance du pirate.
1. Panique à la bibliothèque, Gallimard Jeunesse, coll. « Folio Cadet », 2004 ((en) The Legend of Spud Murphy, 2004)
2. La Légende du capitaine Crock, Gallimard Jeunesse, coll. « Folio Cadet », 2006 ((en) The Legend of Captain Crow's Teeth, 2005)
3. Un frère d'enfer, Gallimard Jeunesse, coll. « Folio Cadet », 2007 ((en) The Legend of the Worst Boy in the World, 2007)

### SérieLe Guide du voyageur galactique
1. Encore une chose…, Denoël, coll. « Lunes d'encre », 2010 ((en) And Another Thing, 2009)

### SérieDaniel McEvoy
1. Prise directe, Gallimard, coll. « Série noire », 2012 ((en) Plugged, 2011)
2. Mauvaise Prise, Gallimard, coll. « Série noire », 2017 ((en) Screwed, 2013)

### SérieW.A.R.P.
1. L'Assassin malgré lui, Gallimard Jeunesse, 2014 ((en) The Reluctant Assassin, 2013)
2. Le Complot du Colonel Box, Gallimard Jeunesse, 2015 ((en) The Hangman's Revolution, 2014)
3. L'Homme éternel, Gallimard Jeunesse, 2016 ((en) The Forever Man, 2015)

### Romans indépendants
- Que le diable l'emporte..., Gallimard Jeunesse, coll. « Folio Junior », 2002 ((en) The Wish List, 2000)
- Le Supernaturaliste, Gallimard Jeunesse, 2004 ((en) The Supernaturalist, 2004)
- Fletcher mène l’enquête, Gallimard Jeunesse, coll. « Folio Junior », 2010 ((en) Half-Moon Investigations, 2006)
- (en) Click, 2007Écrit avec Linda Sue Park, David Almond, Roddy Doyle, Deborah Ellis, Nick Hornby, Margo Lanagan, Gregory Maguire, Ruth Ozeki et Tim Wynne-Jones (en).
- Airman, Gallimard Jeunesse, 2008 ((en) Airman, 2008)
- Anna Lisa, docteur Bonheur, Gallimard Jeunesse, 2016 ((en) Anna Liza and the Happy Practice, 2016)
- Le Dernier Dragon sur Terre, Pygmalion, 2020 ((en) Highfire, 2020)

### Album jeunesse
- Mon ami Fred, Gallimard Jeunesse, 2016 ((en) Imaginary Fred, 2015), trad. Jean-François MénardIllustrations de Oliver Jeffers

## Prix et distinctions
- 2002 : (international) « Honour List »[8] de l' IBBY pour Benny Shaw, tome 1 : Benny and Omar
- 2007 : Evergreen Teen Book Award[9] pour Supernaturalist (Le Supernaturaliste)
- 2012 : Irish Children's Book[10] pour Artemis Fowl, tome 8 : Le dernier gardien
- 2010, 2012 et 2014 :  Sélections pour le Prix Hans-Christian-Andersen[3],[4],[5], dans la catégorie Auteur
- 2014 : Nommé « Ireland's children's laureate »[6]
- 2015 : Irish Children's Book[11] pour Mon ami Fred, illustrations de Oliver Jeffers
- 2023 : Finaliste Irish Children's Book[7] pour Three Tasks for a Dragon, illustrations de P. J. Lynch